# Chiaki Minamiyama
Chiaki Minamiyama (南山 千明, Minamiyama Chiaki), née le 16 octobre 1985, est une joueuse internationale de football japonaise.

## Biographie
Le 8 mai 2010, elle fait ses débuts dans l'équipe nationale japonaise contre l'équipe du Mexique. Elle compte 4 sélections et 2 buts en équipe nationale du Japon.

## Statistiques
Le tableau ci-dessous présente les statistiques de Chiaki Minamiyama en équipe nationale
| Équipe du Japon | Équipe du Japon | Équipe du Japon |
| Année           | Matchs          | Buts            |
| --------------- | --------------- | --------------- |
| 2010            | 4               | 2               |
| Total           | 4               | 2               |

## Palmarès
- Troisième de la Coupe d'Asie 2010